# Kampong Cham Football Club
Kampong Cham Football Club (khmer: លឹបបាល់ទាត់ខេត្តកំពង់ចាម) è una società calcistica cambogiana con sede nella Provincia di Kampong Cham.

## Organico

### Rosa
| N. |                     | Ruolo | Calciatore     |
| -- | ------------------- | ----- | -------------- |
| 1  | Cambogia (bandiera) | P     | Sreng Sophorn  |
| 2  | Cambogia (bandiera) | D     | Chantha Alafin |
| 4  | Cambogia (bandiera) | D     | Ly RMy         |
| 5  | Cambogia (bandiera) | D     | Ny Rumly       |
| 6  | Cambogia (bandiera) | D     | Ly Anavy       |
| 8  | Cambogia (bandiera) | C     | Sleh Pissary   |
| 9  | Cambogia (bandiera) | C     | Sary Taimo     |
| 12 | Cambogia (bandiera) | C     | Ul Kimsrorn    |
| 13 | Cambogia (bandiera) | C     | Pov Moni Botra |
| 14 | Cambogia (bandiera) | C     | Pa Panha       |
| 15 | Cambogia (bandiera) | A     | Yu Ulvy        |

| N. |                     | Ruolo | Calciatore        |
| -- | ------------------- | ----- | ----------------- |
| 17 | Ghana (bandiera)    | A     | Osei Tutu Michael |
| 18 | Cambogia (bandiera) | A     | Kong Rafy         |
| 22 | Cambogia (bandiera) | P     | Mak Kemry         |
| 26 | Cambogia (bandiera) | C     | Vankrey Vanny     |
| 30 | Cambogia (bandiera) | C     | Stan Viskin       |
| 34 | Cambogia (bandiera) | D     | Sana Dona         |
| 35 | Cambogia (bandiera) | A     | Nhok Huyleng      |
|    | Giappone (bandiera) | P     | Kenjro Ogino      |
|    | Egitto (bandiera)   | A     | Adnam Elebiary    |
|    | Egitto (bandiera)   | C     | Onar Ahmed        |
|    | Camerun (bandiera)  | A     | Tcheugoue Edongue |